# Энс (город)
Энс (нем. Enns) — город в Австрии в составе федеральной земли Верхняя Австрия, на берегу реки Энс недалеко от места её впадения в Дунай. Энс находится в 17 километрах к юго-востоку от Линца, стоит на железнодорожной и автомобильной магистрали Вена — Линц. Энс считается старейшим австрийским городом. Патент, предоставляющий Энсу городское право, относится к 1212 году.
Площадь города составляет 33,29 км², население — 11 900 человек (1 января 2021), плотность населения — 359 чел./км².

## История
Первые поселения в районе впадения реки Энс в Дунай датируются II тысячелетием до нашей эры. В IV веке до н. э. в этой области расселились кельты, создавшие здесь государство Норик, которое в свою очередь в 15 г. до н. э. вошло в состав Римской империи. Во II веке на территории современного Энса возник римский военный лагерь Лауриакум, который насчитывал до 6000 легионеров. В 212 году населённый пункт, выросший на месте лагеря, получил от императора Каракаллы статус муниципалитета. В то время в Лауриакуме проживало около 30 тысяч человек. Во время преследований христиан императором Диоклетианом 4 мая 304 года в городе мученически погиб Св. Флориан, утопленный в реке Энс. Около 370 года в городе была построена раннехристианская базилика, на месте которой в 1344 году была построена церковь Лорха, существующая до настоящего времени.
В 900 году на холме Георгенберг, в центре современного Энса, был построен замок Энисибург, который служил форпостом Баварии против венгерских вторжений. Позднее замок был перестроен и получил название Энсегг. Вокруг замка возник торговый центр, получивший от маркграфа Отакара II в XII веке право проведения ярмарок. В то время долина Энса входила в состав Штирийской марки.
В 1186 году, после подписания Санкт-Георгенбергского договора, Штирия вместе с Энсом перешла под власть австрийских герцогов. В 1212 году Энс получил городское право от герцога Леопольда VI — первый случай на территории современной Австрии. После разделов владений Габсбургов в XIV веке город был отделён от штирийского герцогства и вошёл в состав собственно Австрии (позднее — коронной земли Верхняя Австрия).

## Достопримечательности

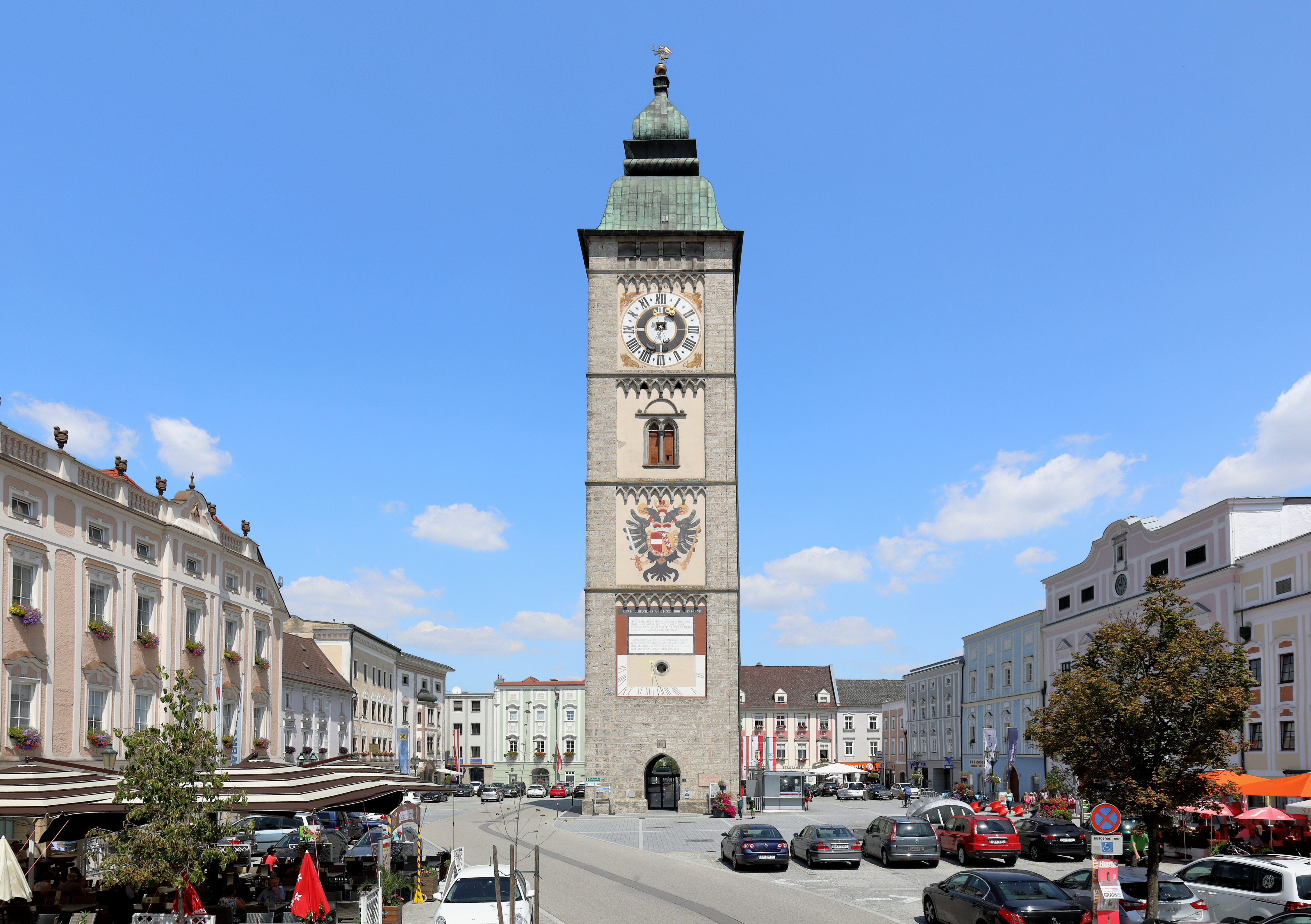
Исторический центр Энса с городской башней

- Архитектурным символом Энса является городская башня на главной площади города, построенная в 1564—1568 гг.
- Готический собор Санкт-Лауренц построен в XIII веке на фундаменте более старого культового сооружения.
- Музей древнеримского лагеря Лауриакум.

## Население
| Год  | Численность |
| ---- | ----------- |
| 1869 | 5624        |
| 1889 | 5733        |
| 1890 | 6001        |
| 1900 | 5552        |
| 1910 | 5799        |
| 1923 | 5630        |
| 1934 | 6679        |
| 1939 | 7419        |
| 1951 | 8446        |
| 1961 | 8919        |
| 1971 | 9678        |
| 1981 | 9728        |
| 1991 | 10190       |
| 2001 | 10611       |
| 2011 | 11361       |
| 2021 | 11900       |

## Политическая ситуация
Бургомистр коммуны — Франц Штефан Карлингер (СДПА).
Совет представителей коммуны (нем. Gemeinderat) состоит из 37 мест.
- СДПА занимает 21 место.
- АНП занимает 12 мест.
- Зелёные занимают 3 места.
- АПС занимает 1 место.